# Frank Ziemlinski
Frank Ziemlinski (* 7. Dezember 1968 in Bochum-Weitmar) ist ein deutscher Grafikdesigner, Werbespezialist und Spieleentwickler. Ziemlinski gilt als einer der Väter des Moorhuhns. Er war Mitbegründer der Phenomedia AG, für die er von 1999 bis 2006 als Creative Director arbeitete.

## Leben
Frank Ziemlinski arbeitete seit Ende der 1980er als Grafiker bei Starbyte, einer der ersten deutschen Computerspiel-Entwicklungsfirmen. Als Grafiker arbeitete er unter anderem an den Titeln Winzer, Rallye Master und Table Tennis Simulation. Zusammen mit Starbyte-Gründer Markus Scheer gründete er Anfang der 1990er die Art Department Werbeagentur, mit der er in den nächsten Jahren mehrere Werbespiele für namhafte Kunden wie die Deutsche Telekom, Bi-Fi und Pirelli veröffentlichte.
Der bekannteste Titel ist Die Original Moorhuhnjagd. Sie wurde im Auftrag der Hamburger Werbeagentur V und B (Vorwerk und Buchholz) für deren Kunden Johnnie Walker entwickelt und fand über 40 Millionen Spieler. Das eigentliche Team hinter der ersten Version des Spiels bestand aus dem Programmierer Jendrik Posche und dem Grafiker Ingo Mesche. Das Spiel wurde im Herbst 1998 fertiggestellt und anfangs von Promotion-Teams auf Laptops in Kneipen vorgestellt, bevor es sich gestützt durch Medienberichte über das Internet verbreitete.
1999 wurde die Art Department Werbeagentur in Phenomedia umbenannt, an die Börse gebracht und entwickelte sich zwischen 1999 und 2001 dank eines enormen Umsatzwachstums zu einem der Stars der New Economy, bevor es 2002 nach einem Bilanzfälschungsskandal in die Insolvenz rutschte. In der Fernsehserie Die große Show der Sieger (2000) spielte er in einer Folge sich selbst. Für die Phenomedia AG und deren Nachfolgeunternehmen Phenomedia Publishing GmbH arbeitete Ziemlinski als Creative Director hauptsächlich am Aufbau und der Pflege der Moorhuhn-Marke. Aus Moorhuhn machte Phenomedia über die Jahre eine der erfolgreichsten und bekanntesten deutschen Computerspielserien, mit bislang über 30 unterschiedlichen Spielen in unterschiedlichen Genres. Im Mai 2006 verließ Ziemlinski die Phenomedia GmbH.
Mit Phenomedia-Arbeitskollegen gründete er das Unternehmen enter.tv und begann mit dem Aufbau eines Skillgaming-Portals. Das Unternehmen wurde zwischenzeitlich vom Wettanbieter Tipp24 übernommen und in Tipp24games umbenannt. Wegen einer strategischen Neuausrichtung von Tipp24 gab das Unternehmen den Geschäftsbereich Skillgaming jedoch wieder auf. Ziemlinski und weitere Mitarbeiter übernahmen daher Tipp24games als Gesellschafter und führten es unter dem neuen Namen m2p selbständig weiter.
2017, rund zehn Jahre nachdem Ziemlinski die Phenomedia verließ, gründete er mit anderen ehemaligen Moorhuhn-Entwicklern die Moorhuhn GmbH, die unter der Lizenz des neuen Markeninhabers ak tronic Software & Services GmbH das Spiel Moorhuhn UnFairPlay auf dem Portal von m2p Games veröffentlichte. Dabei handelt es sich um ein Onlinegame im Stil von Mensch ärgere Dich nicht. Ursprünglich war auch ein neuer klassischer Moorhuhn-Shooter geplant, dessen Entwicklung allerdings pausiert ist und womöglich nicht mehr veröffentlicht wird.
Ziemlinski ist verheiratet und hat drei Kinder.

## Spieletitel (Auswahl)
- 1987: Rallye Master
- 1989: Table Tennis Simulation
- 1991: Winzer
- 1993: Backstage
- 1993: Das Telekommando kehrt zurück
- 1993: Geheimprojekt DMSO
- 1994: Der Planer
- 1997: D.O.G: Fight For Your Life
- 1998: Metalizer
- 2002: Moorhuhn Kart XXL
- 2003: Moorhuhn Adventure: Der Schatz des Pharao
- 2003: Moorhuhn X
- 2004: Moorhuhn Wanted
- 2005: Moorhuhn Invasion
- 2005: Moorhuhn Schatzjäger
- 2005: Moorhuhn: Der Fluch des Goldes
- 2006: Moorhuhn Piraten
- 2007: Moorhuhn Schatzjäger 2